# Zsuzsanna Nagy (gimnastyczka)
Zsuzsanna Nagy (ur. 14 listopada 1951 w Budapeszcie) – węgierska gimnastyczka, medalistka igrzysk olimpijskich i mistrzostw świata.
Brała udział w igrzyskach olimpijskich w Monachium, gdzie zdobyła brązowy medal w drużynie. W wieloboju indywidualnym osiągnęła 41. miejsce. Najwyższą indywidualną pozycję na igrzyskach wywalczyła w ćwiczeniach na równoważni, w których zajęła 34. miejsce. Była brązową medalistką mistrzostw świata w drużynie w 1974.